# Pedamaran
Pedamaran is een bestuurslaag in het regentschap Rokan Hilir van de provincie Riau, Indonesië. Pedamaran telt 4253 inwoners (volkstelling 2010).